# E134 (európai út)
Az E134-es európai út 420 km hosszú, Norvégián halad keresztül, nyugati vége Karmøy, északi vége Drammen nevű település.
A legmagasabb pontja 1085 méter

## Települései
- Karmøy
- Haugesund
- Aksdal
- Skjold
- Vats
- Ølen
- Etne
- Røldal
- Haukeli
- Vinje
- Seljord
- Hjartdal
- Notodden
- Kongsberg
- Hokksund
- Drammen

Az úton az alábbi jelzőtáblák előfordulhatnak, ezek jelentései:
- Haukelifjell = A fő hegy az E134-esen, csak délre van a Hardangervidda hegyi-fennsíktól
- Midlertidig stengt = Ideiglenesen lezárva
- Kolonnekjøring = Csak a hókotró után lehet menni
- Nattestengt = Éjszakára lezárva
- Vegarbeid = Útépítés
- Kjøreforhold = Vezetési feltételek
- snødekke = Havas út
- Is / isdekke = Jeges út
- Glatt = Csúszos út
- Bart = Csupasz út
- Vått = Nedves út
- Fare for elg = Vigyázz a jávorszarvasokra!